# 筆村栄心
筆村 栄心（ふでむら えいしん、10月24日 - ）は、日本の男性声優、舞台俳優。北海道函館市出身。スタイルキューブ所属。Jugend Stil、BB-voice、ツキクラ、二丁目の魁カミングアウトのメンバー。

## 略歴・人物
2014年9月7日より、スタイルキューブの若手男性声優による新企画「Jugend Stil」のメンバーとして活動。
2016年1月23日、『第一回スタイルキューブ 声優オーディション』に合格した奥山敬人と共に、ダンス＆ボーカルユニット「BB-voice」を結成。
同年3月11日、ソニー・ミュージックエンタテインメント主催の新人発掘オーディション『ツキプロ Music Grand Prix 2016』に合格し、新人声優グループ「ツキクラ」の第1期メンバーとして活動開始。
2020年10月24日、自身がゲイであることを告白。同年10月28日、ゲイアイドルグループ「二丁目の魁カミングアウト」に加入。メンバーカラーは空色。
2022年9月8日（米国時間）、オンラインゲーム『Fortnite』にて、Lady GagaをはじめとするLGBTQIA+コミュニティのアーティストをフィーチャーしたゲーム内イベント『レインボーロイヤル2022』にスペシャルゲストとして選出されボイス出演を果たす。
特技は船の操縦としており、一級小型船舶操縦士の免許を持っている。

## 出演
太字はメインキャラクター。

### テレビアニメ
2016年
- ダンガンロンパ3 -The End of 希望ヶ峰学園- 絶望編（生徒会〈染屋涼太〉）
- ツキウタ。 THE ANIMATION（イケメン敵）
- ナンバカ（双六仁志）
- SHOW BY ROCK!!#（セレン）

2017年
- 月がきれい（山科ろまん）

2018年
- PERSONA5 the Animation（男子生徒C）
- あそびあそばせ（本田健太郎、卓球部後輩）

2019年
- 魔王様、リトライ!（ボーイ）

2021年
- SHOW BY ROCK!! STARS!!（セレン）

### ゲーム
2017年
- スタレボ☆彡 88星座のアイドル革命（魚海愛）
- Song of Memories（飛鳥谷誠）

2018年
- 一血卍傑-ONLINE-（ブリュンヒルデ）

2019年
- ヒーロー'sパーク（久琉ソラ / ソラリオ）
- SHOW BY ROCK!!（セレン）
- 妄想破绽 Broken Delusion【妄想ブロークン】（白却）

2020年
- SHOW BY ROCK!! Fes A Live（セレン）
- Food Fantasy（ブリオッシュ、イースターエッグ）

2022年
- フォートナイト（ラジオDJ）

### ラジオドラマ
※はインターネット配信。
- 【WEBドラマ】オトコのコはアイドルになりたい!?（2019年 - 2020年、ニコニコチャンネル※、ツバサ役）

### ラジオ
※はインターネット配信。
- 奥山敬人・筆村栄心 BB-voiceです!何卒よろしくお願いします!（2017年、超!A&G+※）[11]
- A&G ARTIST ZONE BB-voiceのTHE CATCH（2017年 - 2018年、超!A&G+※）[12]
- 【WEBラジオ】オトコのコはアイドルになりたい!?（2019年 - 2020年、ニコニコチャンネル・アニメイトタイムス※）
- 豊田萌絵 with もえころがし（2025年、超!A&G+※） - 2025年1月マンスリーアシスタント[13]

### テレビ
- モテ福（クルクル・ザー）
- ツキプロch.

### インターネットテレビ
- Jugend Stil週刊定例報告（USTREAM→ニコニコ生放送）
- とびだせ！はぴすた学園！ (ニコニコ生放送)
- ツキクラLINEライブ（LINE LIVE）
- 番組が盛り上がるまでこの部屋から出られない！？（LINE LIVE）
- 【動画】オトコのコはアイドルになりたい!?（ニコニコチャンネル）

### 舞台
- KAJITSU-過日-（2015年9月11日 - 15日、あうるすぽっと）[14]
- toshiLOG vol.2 朗読劇「恋約」（2018年12月20日 - 24日 、中野 劇場MOMO）望月陸 役
- 舞台版「魔法少女（？）マジカルジャシリカ♡アニメ版なんてありません♡」（2019年4月10日 - 14日、CBGKシブゲキ!!）ヴァルザック順子 役[15]
- toshiLOG vol.4 朗読劇「あの星に願いを」（2019年11月6日・8日・10日、新宿シアターブラッツ）中野風太 役
- toshiLOG 朗読劇「さよならのかわりに」（2020年3月11日 - 13日 、R'sアートコート）十時正弘 役[16]

### モーションアクター
- TVアニメ BROTHERS CONFLICT エンディングテーマ 『14 to 1』（EDダンスアクター）
- 初音ミク -Project DIVA- X （2016年3月24日 PS Vita版）
- アイドリッシュセブン『RESTART POiNTER』MV （2016年6月9日 YouTube公開）
- ツキウタ。Miracle Moon Festival -TSUKIUTA. VIRTUAL LIVE 2019 Four Seasons- （MC演技）
- IDOLiSH7『Mr.AFFECTiON』MV （2019年12月17日 YouTube公開）
- 棗巳波（ŹOOĻ）/『RabbiTube』クリエイターにチャレンジ！ （2020年6月8日 YouTube公開）
- 六弥ナギ（IDOLiSH7）/『RabbiTube』クリエイターにチャレンジ！ （2020年6月20日 YouTube公開）

### その他コンテンツ
- 劇団アルタイル（千川リツ）
- パチンコ『P SHOW BY ROCK!!』（2019年、セレン）

## ディスコグラフィ

### キャラクターソング
| 発売日         | 商品名                                                           | 歌                                       | 楽曲                                           | 備考                                                   |
| -------------- | ---------------------------------------------------------------- | ---------------------------------------- | ---------------------------------------------- | ------------------------------------------------------ |
| 2017年3月15日  | SHOW BY ROCK!!# BD 第4巻特装限定版 完全新作スペシャルCD          | セレン（筆村栄心）、アルゴン（沢城千春） | 「今夜は黄金！パーリィナイト！」               | テレビアニメ『SHOW BY ROCK!!#』関連曲                  |
| 2018年10月31日 | スタレボ☆彡 88星座のアイドル革命 THE BEST“STAR REVOLUTION” Vol.1 | petit march                              | 「Horoscope petit march Ver.」「恋愛ビギナー」 | アプリゲーム『スタレボ☆彡 88星座のアイドル革命』関連曲 |

### ユニットメンバー
1. ↑  大熊結（阿部大樹）、八木かなた（米内佑希）、魚海愛（筆村栄心）